# Ada Zevin
Ada Zevin (Chișinău, 1918. szeptember 3. – Chișinău, 2005. szeptember 23.) moldáv expresszionista festő. Elsősorban csendéleteket, portré- és tájképeket készített. Moldova emlékérmét bocsátott ki a tiszteletére.

## Élete
1918-ban született Chișinăuban, Moldovában. 1938-tól 1940-ig a Bukaresti Nemzeti Művészeti Egyetemen tanult. 1940-ben, Besszarábiának a Szovjetunióhoz való csatolása és a romániai zsidók elleni rasszista törvények bevezetése után vissza kellett térnie Chișinăuba, hogy ott folytathassa a tanulmányait. Miután Németország és szövetségesei megtámadták a Szovjetuniót, Ada Zevinnek sikerült életben maradnia, a Kalmük Autonóm Köztársaságba, majd Grúziába menekítették, ahol rajzot tanított egy középiskolában. A háború után visszatért Chișinăuba, és ott folytatta képzőművészeti tevékenységét. 1947 és 1949 között a Moszkvai Állami Művészeti Intézetben tanult. 1953 és 1975 között művészeti iskolában tanított. Dolgozott a Moldvai Állami Művészeti Múzeumban és a Moldáv Szovjet Szocialista Köztársaság Kulturális Minisztériumának felügyelőjeként. 1956-től a Moldovai Művészek Szövetségének tagja. 1998-ban a Moldovai Köztársaság Rendje kitüntetésben részesült. 2005-ben halt meg Chișinăuban.

## Egyéni kiállításai (válogatás)
- Nemzeti Szépművészeti Múzeum, Chișinău (1960, 1970, 1980)[2]
- UAP Kiállítóterem, Chișinău (1989)
- A Román Kulturális Alapítvány székhelye, Bukarest (1996)
- Kiállítás az ENSZ égisze alatt, Chișinău (2001)[2]

## Csoportos kiállítások
- Először vesz részt a Köztársasági Képzőművészeti Kiállításon (1958)
- Unional Fine Arts kiállítás (1960)
- Nemzetközi képzőművészeti kiállítás Montréalban (1966)
- A munkáival jelen van az UAP összes kiállításán, Chișinău (1966–2000)
- Besszaráb plasztikai művészek kiállítása: Bessarabia Moia / Mea Bessarabia, Artmark galéria, Bukarest (2009)

## Emlékezete
- 2018-ban egy emlékérmét[3] vertek egy női sorozat részeként, születésének századik évfordulója alkalmából.[4]
- A tiszteletére kiállítást rendeztek a Moldovai Nemzeti Művészeti Múzeumban.[5]

## Fordítás
- Ez a szócikk részben vagy egészben  az   Ada Zevin című angol Wikipédia-szócikk ezen változatának fordításán alapul.  Az eredeti cikk szerkesztőit annak laptörténete sorolja fel. Ez a jelzés csupán a megfogalmazás eredetét és a szerzői jogokat jelzi, nem szolgál a cikkben szereplő információk forrásmegjelöléseként.